# Світлянське сільське поселення
Світля́нське сільське поселення — колишнє муніципальне утворення в складі Воткінського району Удмуртії, Росія. Адміністративний центр — село Світле.
Ліквідоване 25 червня 2021 року через переформування муніципального району на муніципальний округ.
Населення становить 2040 осіб (2019, 2260 у 2010, 2131 у 2002).

## Склад
До складу поселення входять такі населені пункти:
| Населений пункт          | Населення, осіб (2002) | Населення, осіб (2010) |
| ------------------------ | ---------------------- | ---------------------- |
| Владимировський, починок | 4                      | 14                     |
| Красний Сєвер, виселок   | 6                      | 9                      |
| Кудрино, присілок        | 424                    | 460                    |
| Курочкино, починок       | 0                      | 7                      |
| Світле, село             | 1028                   | 1075                   |
| Світлянський, починок    | -                      | 4                      |
| Філіппово, починок       | 4                      | 0                      |
| Чорна, присілок          | 521                    | 540                    |
| Чорний Ключ, присілок    | 144                    | 151                    |

## Господарство
В поселенні діють 4 школи, 5 садочків, школа мистецтв, 5 бібліотек, 3 клуби, лікарня, 2 фельдшерсько-акушерських пункти. Серед підприємств працюють Воткінське райпо, відділення «Світле» ВАТ «Агрокомплекс», відділення «Кудрино» ВАТ «Агрокомплекс», відділення «Світанок» ВАТ «Агрокомплекс».